# Krenács Tibor
Krenács Tibor (Makó, 1956. március 13. –) magyar gyógyszerész, biokémikus, kutató. A Magyar Tudományos Akadémia doktora (2016).
Kutatási területe a többsejtű élőlények sejtjei közötti kommunikáció mechanizmusai közül a közvetlen sejt-sejt közötti kommunikációs csatornákat vizsgálta állatkísérletekben, valamint emberi normál és daganatos szövetekben, többféle morfológiai, genetikai, szövettenyészeti és betegkövetési módszerrel.

## Életpályája
1979-ben végzett a Szegedi Tudományegyetem Gyógyszerésztudományi Karán, ahol gyógyszerész diplomát kapott.
1983–1989 között a Szegedi Tudományegyetem Patológiai Intézetének munkatársa volt; 1983–1985 között vegyészként, 1986–1989 között tudományos munkatársként. 1985-ben a Szegedi Tudományegyetemen kisdoktori fokozatot szerzett. 1985-től a Magyar Patológus Társaság tagja.
1990–1991 között a japáni Kagawa Medical School kutatója volt. 1992-ben lett az orvostudományok kandidátusa. 1992–2001 között a Szegedi Tudományegyetem Patológiai Intézetének tudományos főmunkatársa volt. 1994–1996 között a University College London posztdoktori kutatójaként dolgozott.
2001–2005 között a szegedi Bay Zoltán Alkalmazott Kutatási Alapítvány Biotechnológiai Intézetének tudományos főmunkatársaként tevékenykedett. 2005 óta a European Society of Pathology tagja. 2005–2019 között a Semmelweis Egyetem I. sz. Patológiai és Kísérleti Rákkutató Intézet tudományos főmunkatársa volt. 2009-től a Magyar Patológusok Társasága vezetőségi tagja.
2010 óta a Magyar Onkológusok Társasága tagja. 2016-ban a Magyar Tudományos Akadémia doktora lett. 2019-ben habilitált a Szegedi Tudományegyetemen.
2020-tól a Semmelweis Egyetem I. sz. Patológiai és Kísérleti Rákkutató Intézet kutatóprofesszora.

## Művei
- Patológiai és molekuláris onkodiagnosztikai módszerek: Kézikönyv patológusoknak, kutatóknak, analitikusoknak, asszisztenseknek és a társszakmák képviselőinek (társszerző, 2021)

## Díjai
- A KISZ KB Dicsérő oklevele (1978)[4]
- Rozsnyai Mátyás-emlékérem (1983)
- Széchenyi Professzori Ösztöndíj (1999-2002)
- Pro Pathologia emlékérem (2003)
- „Kiváló PhD-oktató” (2023)[5][6]